# Tijera de precios

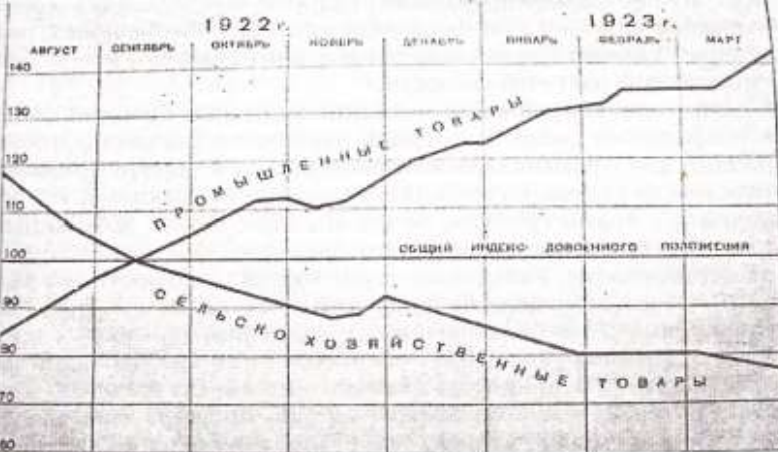
El ejemplo más común de la tijera de precios es de la Unión Soviética: los precios agrícolas continuaron cayendo mientras que los precios de los bienes industriales aumentaban

El término tijera de precios se refiere a un fenómeno económico en el que, para un determinado grupo o sector de la población productiva, la valoración general de su producción destinada a la venta fuera de este grupo cae por debajo de la valoración de la demanda de este grupo por bienes producidos fuera de él, después de un período de equilibrio razonable. Un ejemplo típico es cuando los niveles de precios mundiales cambian, lo que provoca que las exportaciones de un país caigan drásticamente en valor, mientras que la valoración de sus importaciones se mantiene relativamente estable.
Este fenómeno recibe su nombre de una ilustración gráfica de sus efectos a lo largo del tiempo. Al trazar el tiempo en un eje horizontal contra el nivel de precios en un eje vertical, con los precios agrícolas y los precios industriales mostrados en dos curvas separadas, el gráfico debería parecerse a un par de tijeras abiertas. Históricamente, el fenómeno ha tomado con mayor frecuencia la forma de precios en caída para los productos agrícolas y precios estables para los bienes industriales. Por lo tanto, la tijera de precios son más devastadoras para los países que son exportadores netos de productos agrícolas e importadores netos de productos industriales. Quizás la ilustración más vívida de los efectos de la tijera de precios y su potencial se produjo en países de toda Europa del Este a principios de la década de 1930. El fenómeno no es exclusivamente de escala internacional: en los primeros años de la Unión Soviética, existieron tijera de precios en la relación entre la industria y la agricultura, véase Crisis de las tijeras.

## Historia de la tijera de precios a nivel mundial

### Principios de la década de 1930: Crisis y respuesta
El colapso del mercado de valores en los Estados Unidos en 1929 marcó el comienzo de la Gran Depresión, pero la crisis en Europa del Este comenzó en serio con la quiebra del Creditanstalt en Viena en 1931. En el pánico mundial que siguió, los precios agrícolas cayeron drásticamente, mientras que los precios de los bienes industriales se mantuvieron relativamente estables, ya que los gobiernos impusieron políticas proteccionistas. Entre 1929 y 1934, los precios agrícolas en Rumania cayeron un 56%, mientras que los precios industriales pagados solo disminuyeron un 19%. En toda la región, los precios agrícolas cayeron un promedio del 34% durante ese período. No es sorprendente que la apertura de la tijera de precios fuera especialmente dura para los campesinos. A medida que los precios caían, los campesinos trabajaban arduamente para aumentar su producción de grano. Sin embargo, debido a la demanda altamente inelástica del grano, este esfuerzo solo disminuyó aún más los precios y los ingresos, empobreciendo aún más a los campesinos. Los ingresos de los campesinos cayeron casi un 60% en Rumania y Polonia.
El fuerte deterioro de los términos de intercambio causado por la tijera de precios también fue devastador para los gobiernos de Europa del Este. Los pesados préstamos internacionales de la década de 1920 se convirtieron ahora en una grave responsabilidad. Las deudas, contabilizadas en términos nominales, se volvieron cada vez más difíciles de pagar a medida que el valor que los gobiernos de Europa del Este recibían por sus exportaciones se reducía casi a nada. Peor aún, la respuesta del gobierno a esta reducción de ingresos fue aumentar los impuestos a los campesinos. Como explica Aldcroft, “En [Bulgaria, Rumania y Yugoslavia], por ejemplo, cerca del 50 por ciento del ingreso total en efectivo de los campesinos desapareció en impuestos”.
Donde la fragmentación de la reforma agraria había disminuido la eficiencia agrícola, la respuesta del gobierno a la tijera de precios a menudo agravaba el problema. Cualquier mecanización de la agricultura habría significado un aumento en el desempleo rural, una medida que, en combinación con las condiciones impuestas por la Depresión, habría sido un suicidio político para cualquier régimen gobernante. Así, por ejemplo, Yugoslavia prohibió el uso de tractores en la década de 1930. Aunque mantener la agricultura ineficiente pudo haber mantenido el desempleo nominalmente más bajo, no hizo nada para aliviar la carga sobre los campesinos a largo plazo.
Si bien las respuestas políticas, como gravar a los campesinos y prohibir la mecanización, pueden parecer contraproducentes en retrospectiva, la tijera de precios habían atado efectivamente las manos de los gobiernos de Europa del Este, dejándolos con pocas o ninguna opción. La sequía de ingresos provocada por el deterioro de los términos de intercambio significaba que los gobiernos tenían muy poco dinero para implementar respuestas políticas efectivas. Ante la elección de sacrificar el bienestar de sus campesinos o incumplir con sus deudas internacionales, los gobiernos optaron por buscar la solvencia a largo plazo a expensas de sus ciudadanos. Incluso dentro de tales limitaciones, algunos de los gobiernos de la región lograron implementar políticas razonablemente exitosas para ayudar a sus campesinos. Rumania declaró una moratoria en el pago de deudas en 1932, seguida dos años más tarde por un decreto que reducía todas las deudas a la mitad de su valor nominal. Al igual que un decreto similar en Bulgaria, esta política rumana brindó un alivio muy necesario a los campesinos, quienes, al igual que el gobierno, generalmente estaban cargados con altos niveles de deuda.

### Repercusiones políticas
Los gobiernos de Europa del Este simplemente carecían de los fondos para montar una respuesta efectiva a la tijera de precios. Su incapacidad para hacerlo tuvo repercusiones políticas que eventualmente realinearían toda la región. Los problemas políticos comenzaron internamente. En Bulgaria, la impotencia económica del gobierno de Andrei Liapchev fue un factor en el desencanto público que condujo a la falta de resistencia seria al golpe de Zveno en 1934. El primer ministro de Zveno, Kimon Georgiev, posteriormente dio al gobierno un papel más extenso en la economía. En Hungría, las dificultades económicas llevaron a protestas públicas en Budapest en 1931. Poco después, el gobierno conservador de derecha de István Bethlen cayó, siendo reemplazado por el gobierno radical de derecha de Gyula Gömbös.
Aunque la Depresión no fue tan severa en la relativamente industrializada Checoslovaquia, la tijera de precios tuvieron repercusiones políticas disruptivas incluso allí. La verdad era que las tierras checas estaban mucho más industrializadas que las eslovacas, lo que significaba que los eslovacos sufrían más por la caída de los precios agrícolas que los checos. Peor aún, el gobierno checoslovaco elevó las barreras proteccionistas para proteger la industria checa, lo que llevó a una guerra comercial con Hungría que fue principalmente dañina para Eslovaquia. La aparente indiferencia por parte de Praga profundizó la grieta entre checos y eslovacos que se abriría de par en par al inicio de la Segunda Guerra Mundial.
Frente a pocas opciones políticas y situaciones políticas deterioradas, las naciones de Europa del Este miraron a Occidente en busca de ayuda para combatir la tijera de precios. En 1930, los gobiernos yugoslavo, húngaro y rumano se unieron para solicitar a la Sociedad de Naciones que los países de Europa Occidental compraran grano de Europa del Este a tasas arancelarias preferenciales, un movimiento que habría abrogado las obligaciones de las naciones occidentales bajo los acuerdos de nación más favorecida. Aunque las naciones occidentales habían dado apoyo político nominal al Este, no cumplieron con el apoyo económico material. Francia, el garante militar de la Pequeña Entente, rechazó la propuesta. Reino Unido también rechazó la idea para proteger a sus Dominios mayormente agrícolas. La negativa de los gobiernos occidentales a acudir en ayuda de Europa del Este abrió la puerta para que la Alemania nazi ganara poder en la región. A diferencia de las potencias occidentales, Alemania concluyó rápidamente acuerdos para comprar productos agrícolas de Europa del Este a tarifas preferenciales. En 1935, Gömbös concluyó un tratado en el que Alemania acordó comprar productos agrícolas húngaros, dando un impulso económico al país pero también fortaleciendo el sentimiento pro-alemán. En 1939, Alemania firmó el Pacto Wohlstat con Rumania, prometiendo asistencia alemana en el desarrollo agrícola a cambio de mayores vínculos económicos, lo que daría a Alemania acceso a las reservas de petróleo rumanas. El gobierno nazi concluyó acuerdos similares en Yugoslavia y Bulgaria en la década de 1930. Al hacerlo, Alemania efectivamente incorporó a toda la Europa Oriental agrícola en su órbita económica, obteniendo acceso a alimentos y materias primas mientras abría un mercado dedicado para sus bienes industriales.
Esta influencia económica pronto se tradujo en influencia política. La asistencia de Alemania ayudó legítimamente a las economías de Europa del Este a salir de la crisis provocada por la apertura de la tijera de precios, y la opinión pública se inclinó a favor del Reich. Aquí estaba el motivo ulterior de Alemania: como lo expresa David Kaiser, “el Ministerio de Asuntos Exteriores estaba decidido a extender la influencia alemana en el sudeste de Europa con o sin una justificación económica clara”. Las actividades económicas de Alemania en Europa Oriental (particularmente en el sudeste) sirvieron como cobertura para la entrada de infiltrados nazis que difundieron propaganda y consolidaron la influencia política alemana en toda la región. El inicio de la tijera de precios en Europa del Este, que comenzó como un mero accidente del sistema económico internacional, jugó un papel decisivo en la desintegración y realineación de las naciones de Europa del Este. Las dificultades económicas provocadas por el deterioro de los términos de intercambio de los estados agrícolas allanaron el camino para gobiernos de derecha cada vez más radicales, sacudieron su fe en el compromiso de las potencias occidentales y moldearon a toda la región en una pieza clave de la maquinaria de guerra nazi.